# Bert van den Bergh
Bert van den Bergh (Venlo, 16 september 1960) is een Nederlands zanger, gitarist en componist.

## Biografie
Van den Bergh begint zijn muzikale carrière in 1980 in de Venlose new wave-band Six Plys Tzar. Met deze band staat hij zowel in Nederland als in enkele buurlanden op de grote podia. Ook is de muziek te zien op MTV en bij de VARA en de AVRO. In 1987 staan ze op een van de eerste edities van Noorderslag in Groningen.
Na dit new wave avontuur begint Van den Bergh zich toe te leggen op dialectmuziek en richt hij de band Romeo op. Met Romeo neemt hij drie cd's op. Later moet deze naam worden veranderd vanwege een juridisch geschil met de R&B-groep Roméo. Om toch bij het concept van de oorspronkelijke naam te blijven, wordt gekozen voor de naam &Juliette. Hiermee neemt hij een studio- en een live-cd op. Tussendoor brengt Van den Bergh een Engelstalige cd uit met de band Wunderdog. Ook doet hij mee aan het dialectproject 'Serzjant Paeper'. Op de in 2006 uitgebrachte cd met bewerkingen van het Beatles-album zingt Van den Bergh Fixing a hole, maar dan in een dialectuitvoering.
In de eerste jaren van de 21e eeuw brengt hij onder de naam "VonBergh", samen met zijn zus Ine van den Bergh en pianiste Von Reijnders, een cd uit met liederen en teksten van zowel Bertolt Brecht als Jacques Brel.
In oktober 2008 brengt hij de cd Valle en Opstaon uit, ter ere van de opening van het Raodhoes Blerick. Twee jaar later is Van den Bergh, samen met zijn band 't Verlange, de openingsact van het Zomerparkfeest 2010. Hiervoor brengt hij in 2009 nog een verzamel-cd uit. Op het Zomerparkfeest presenteert hij zich met band 't Verlange en bigband Score Jazz Orchestra. Voor Van den Bergh is het dan een jubileum, want hij zit op dat moment 30 jaar in het vak. In 2012 komt de eerste cd uit van 'Bert van den Bergh en 't Verlange'. Hierop is ook een live-versie te horen van het nummer 'Vleeg' dat ook op de eerste cd van Romeo stond, maar nu de live-uitvoering van het Zomerparkfeest met bigband. 
In 2014 komt de ep 'Luna & Sol' uit. In 2016 neemt Bert met ‘t Verlange nog enkele nummers op waaronder een ode aan Limburg, “limburgse zomer” een Randy Newman achtige song, ook de clip bij dit nummer maakt Bert zelf. De optredens blijven uit en langzaam dooft het licht, de band besluit dat een langere pauze goed zal zijn maar ze besluiten ook om niet definitief uit elkaar te gaan. 
Na het overlijden van Leonard Cohen eind 2016 besluit Bert om een ode aan Cohen te brengen, hij alleen met gitaar. Geen eigen werk meer spelen maar songs die hij vroeger al speelde in een jongerenkerk, de songs van Cohen en nu niet in het dialect maar Engelstalig. Echter had hij er niet op geteld dat de liedjes van Cohen nog zo graag gehoord worden en zijn alle optredens die hij doet uitverkocht. Binnen een klein jaar staat hij dan in Theater de Maaspoort in zijn geboorte stad Venlo. Dit avontuur gaat Bert niet alleen aan hij vraagt pianist Hanz Martens, gitarist Ton Clout en zangeres Tessa Kersten om hem te versterken. Vriend, Rob Hodselmans filmt de hele show en er komen vier live opgenomen clips uit. 
In oktober 2019 gaat Bert de studio in voor het opnemen van een kerstlied in het Venloosch dialect. Een project waar 14 artiesten hun bijdrage aan leveren. De CD "Kersmis in venlo" komt eind 2019 op de markt. Bert staat er met het nummer "Dit is Veur de stille minse" op. De muziek voor dit nummer is geschreven door Hanz Martens en het verhaal door Bert zelf.  
Begin 2021 wordt Bert gevraagd om een video clip te maken voor vliegschool "Wings to Fly" het door Bert geschreven lied "Naor dich" werd hiervoor uitgekozen. Voor de clip stapt Bert enkele dagen in een vliegtuig. Uit dezelfde vlieg-sessie komt later ook een clip uit van het nummer "Erinnerung an die Marie A." een lied van Bertolt Brecht en komt van de CD van VonBergh. Aan het einde van 2021 wordt Bert gevraagd om een tekst te schrijven voor een lied dat een steun voor de zwaar getroffen horeca in de corona periode moet zijn. Dit Nederlands-talige lied dat de titel "Blijven Staan" krijgt wordt gezongen door Tessa Kersten, zelf zingt Bert er een tweede stem bij.  
In 2022 kwam de CD Songs of Leonard Cohen uit. Muziek van de theaterproductie samen met Tessa Kersten, Ton Clout en Hanz Martenz. Op de CD staan twaalf liedjes.  
Eind 2023 begin 2024 komt de tweede CD van Bert en zijn Cohen vrienden uit "A Lullaby for Suffering" getiteld. Waar de eerste CD een samenvoegsel was van verschillende opname-sessies is dit een veel meer geproduceerde plaat. Tien Songs Live opgenomen in de Trypoul Studio. Deze plaat wordt meteen omarmd door binnen en buitenlandse journalisten zelfs vanuit Italië is belangstelling, wat Bert er toe aanzet om in een interview aan te geven dat hij blij is om het dialect tijdelijk vaarwel te hebben gezegd. Wel blijft hij als hij zelf songs schrijft dit in zijn moederstaal doen.                          
Dit ga ik nooit meer meemaken liet Bert optekenen nadat hij mee mocht doen aan een enorm groot project dat in april en mei van 2025 werd georganiseerd op de heide in zijn geboortestad Venlo. "Eindelijk vrij" werd een soort van live documentaire over de 80 jarige bevrijding van Nederland en dan in het bijzonder van Venlo met vertellingen van de laatste overlevenden. Met honderd acteurs, Huub Stapel, Theu Boermans, Lex Uiting en meer artiesten mocht Bert op drie plekken in de voorstelling zingen samen met Tessa Kersten en zijn zus Ine van den Bergh.  Hij mocht afsluiten met de Song van Leonard Cohen "The Partisan" en liet het publiek van de negen uitverkochte voorstellingen (1100 man per voorstelling) met kippenvel huiswaarts gaan. Eerder in de voorstelling speelde hij ook nog de Duitse versie van Pete Seeger's song, Sag Mir wo die Blumen Sind. De voorstelling werd ook opgenomen op hoge kwaliteit en verscheen later in de bioscoop, ook hier was erg veel belangstelling voor en waren de voorstellingen snel uitverkocht, de film draaide meer dan twee maanden.    